# Rijksbeschermd gezicht Sint Gerlach

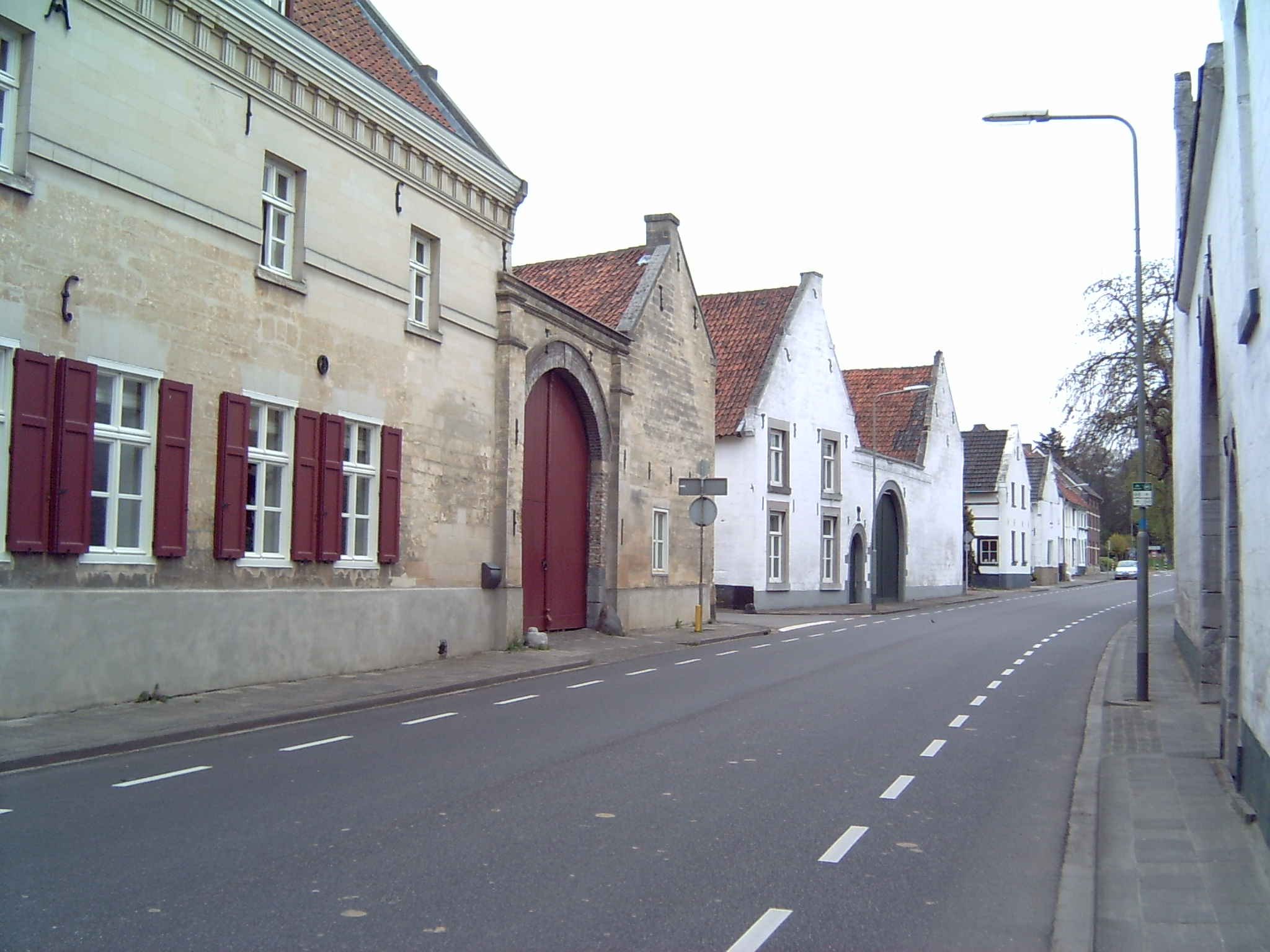
Lintbebouwing Houthem-Sint Gerlach

Het rijksbeschermd gezicht Sint Gerlach is een van rijkswege beschermd dorpsgezicht in de buurtschap Sint Gerlach, nabij het dorp Houthem in de Nederlands-Limburgse gemeente Valkenburg aan de Geul.

## Beschrijving gebied
Het beschermde gebied ligt in het Natura 2000-gebied Geuldal, westelijk van het stadje Valkenburg, en wordt in het noorden begrensd door de spoorlijn Aken - Maastricht en in het zuiden door de rivier de Geul en het natuurgebied Ingendael. De westelijke en oostelijke begrenzingen worden gevormd door respectievelijk de dorpsbebouwing van Houthem en de perceelsgrenzen van het landgoed Château St. Gerlach. De begrenzing van het beschermde gezicht is zodanig vastgesteld, dat van alle kanten de blik op het dorpsgezicht gehandhaafd blijft.
De buurtschap Sint Gerlach, oorspronkelijk Ingendaal genaamd, is genoemd naar de kluizenaar Gerlachus van Houthem, die zich hier omstreeks 1158 vestigde en ter plaatse werd begraven. Bij zijn graf ontstond in 1202 een norbertijnenklooster, dat later werd omgezet in een adellijk vrouwenstift. De kasteelvleugel uit ca 1713 ziet uit op een park, dat aan de zuidkant wordt begrensd door een U-vormig bedrijfsgebouw uit het midden van de 18e eeuw, dat waarschijnlijk door de bekende Akense architect Johann Joseph Couven is ontworpen. Tegen de noordzijde van de kasteelvleugel is omstreeks 1725 een kerk gebouwd, de Sint-Gerlachuskerk, die een kwart eeuw later werd voorzien van wand- en plafondschilderingen in de stijl van de Zuid-Duitse barok. De westvleugel van het complex stamt uit ca 1700 en is in het begin van de 19e eeuw ingericht voor het boerenbedrijf.
De Franse bezetters namen in 1797 de gebouwen in beslag en het complex kreeg daarna diverse bestemmingen, een deel als boerderij, een ander deel tot herenhuis; terwijl de kloosterkerk vanaf 1808 als parochiekerk dienst ging doen. In 1971 begon een grootscheepse restauratie van de kerk, waarbij de fresco's van Johann Adam Schöpf zijn gerestaureerd. Van 1994-97 werd ook het voormalige kloostercomplex gerestaureerd en verbouwd tot hotel en conferentiecentrum, waarbij ook het omliggende park werd hersteld.
De dorpsbebouwing van Sint Gerlach is ten noorden van het klooster ontstaan als lintbebouwing langs de doorgaande weg Meerssen-Valkenburg, plaatselijk Sint Gerlach geheten. In het oostelijk deel van de nederzetting is het typisch Zuid-Limburgse karakter van een straatdorp nog goed bewaard gebleven. Deze nederzettingsvorm wordt gekenmerkt door een afwisseling van forse carréboerderijen en kleinere panden met naar de weg gekeerde topgevels, met daartussen (moes)tuinen en (hoogstam)boomgaarden. Carréhoeven zijn gesloten of hoefijzervormige complexen met de open zijde van de binnenplaats naar de weg, meestal afgesloten door één of meerdere poorten. De vanouds toegepaste materialen zijn Limburgse mergel en baksteen, soms witgekalkt. Een aantal mergelsteengevels dateren uit de 18e eeuw (Sint Gerlach nrs. 11, 12, 16, 17, 20 en 22). Het straatdorp Sint Gerlach is door een open terrein gescheiden van de rest van het dorp Houthem, en door een oprijlaan verbonden met het voormalige klooster, zodat beide elementen als een eenheid kunnen worden beschouwd.

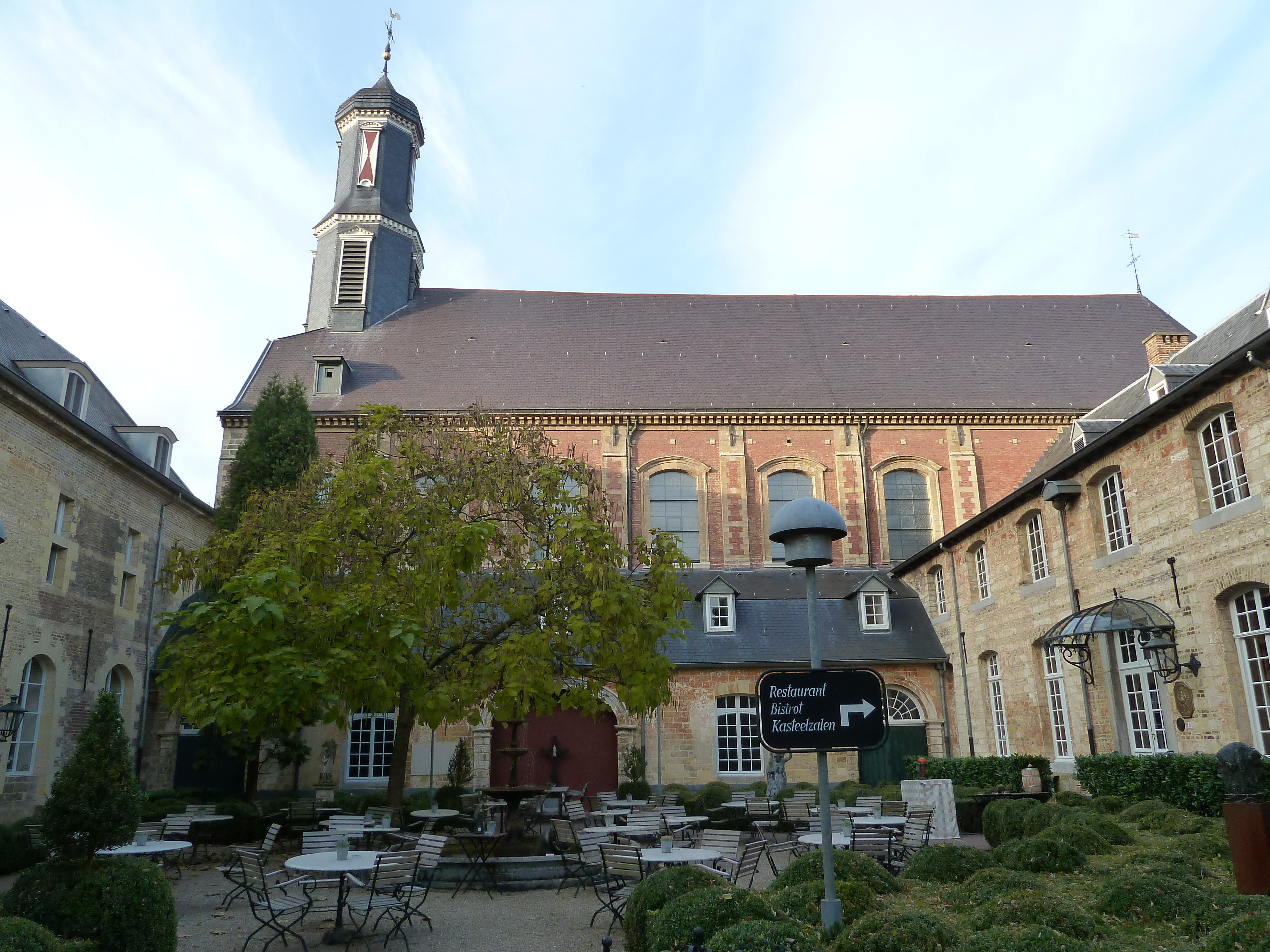
Sint-Gerlachuskerk
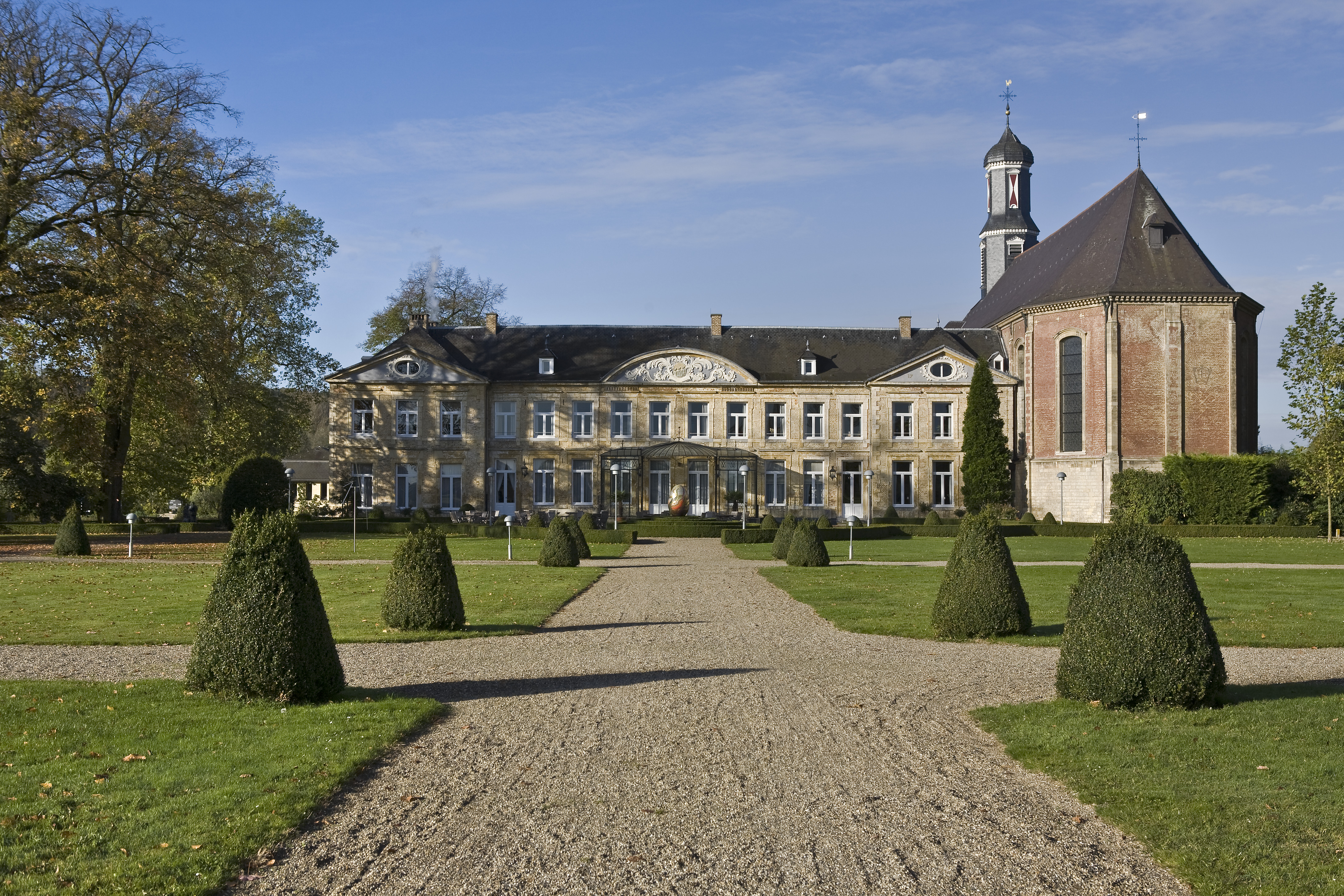
Park Château Sint Gerlach
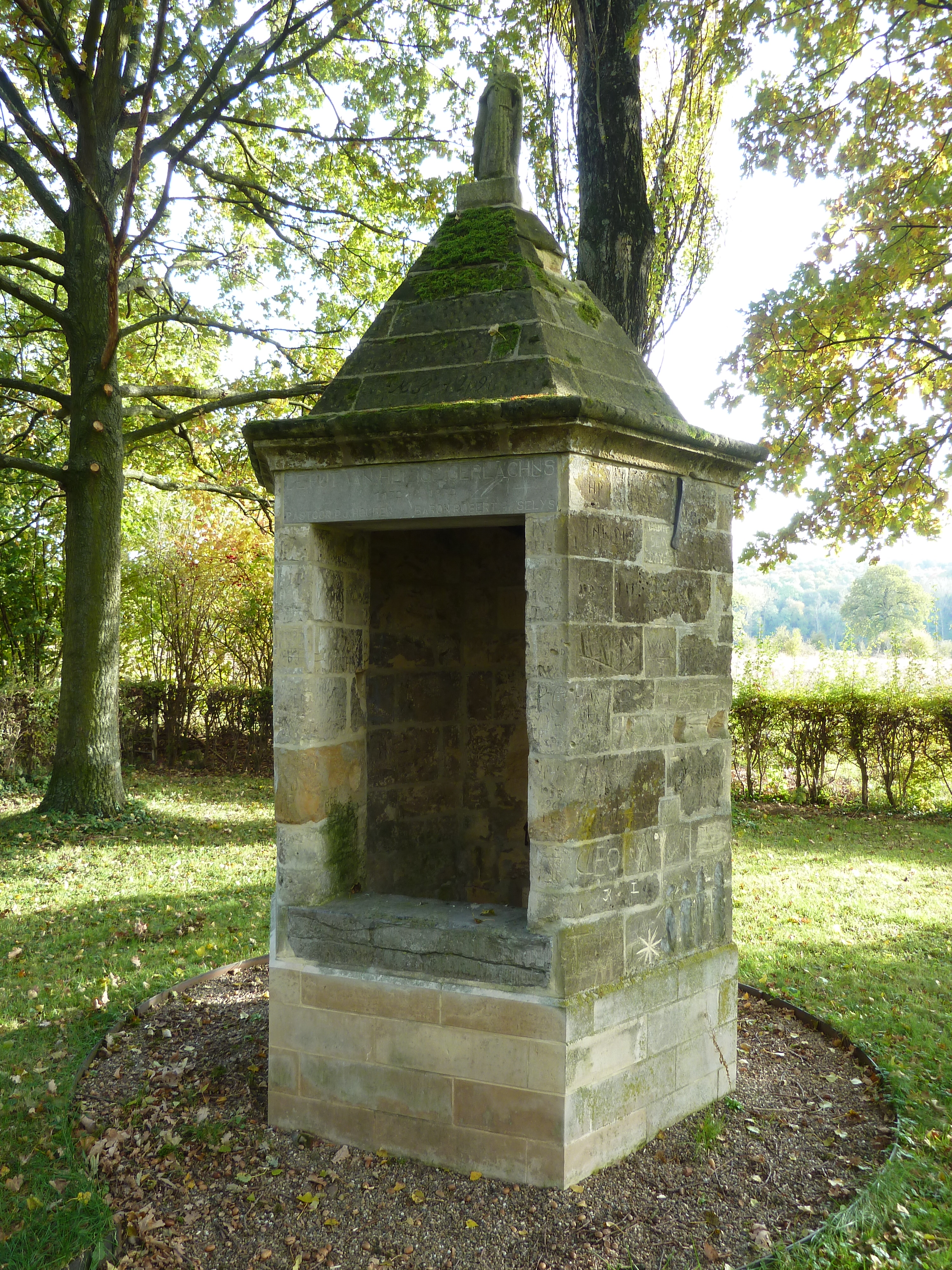
Gerlachusputje
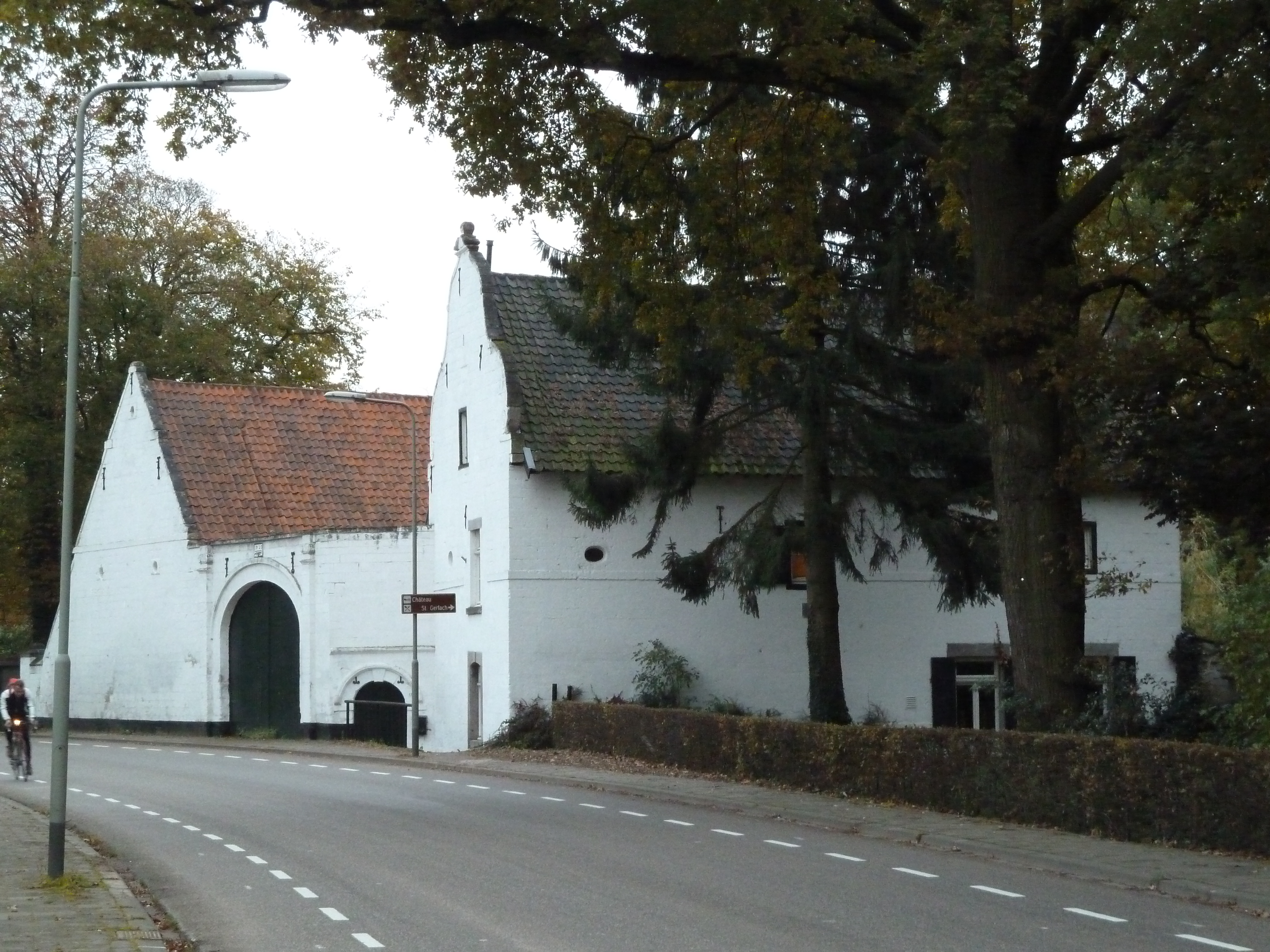
Hoeve Dobbelstein

## Aanwijzing tot rijksbeschermd gezicht
De procedure voor aanwijzing werd gestart op 27 december 1966, gelijktijdig met de twee andere beschermde stads- en dorpsgezichten in Valkenburg aan de Geul. Het gebied werd op 24 juli 1970 definitief aangewezen. Het beschermd gezicht beslaat een oppervlakte van 48,4 hectare.
Panden die binnen een beschermd gezicht vallen krijgen niet automatisch de status van beschermd monument. Wel zal de gemeente het bestemmingsplan aanpassen om nieuwe ontwikkelingen in het gebied te reguleren. De gezichtsbescherming richt zich op de stedenbouwkundige en cultuurhistorische waardering van een gebied en wil het toekomstig functioneren daarvan veiligstellen.
Het rijksbeschermd gezicht Sint Gerlach is een van de drie beschermde dorps- en stadsgezichten in de gemeente Valkenburg aan de Geul.